# Fürstbischöfliche Residenz (Freising)

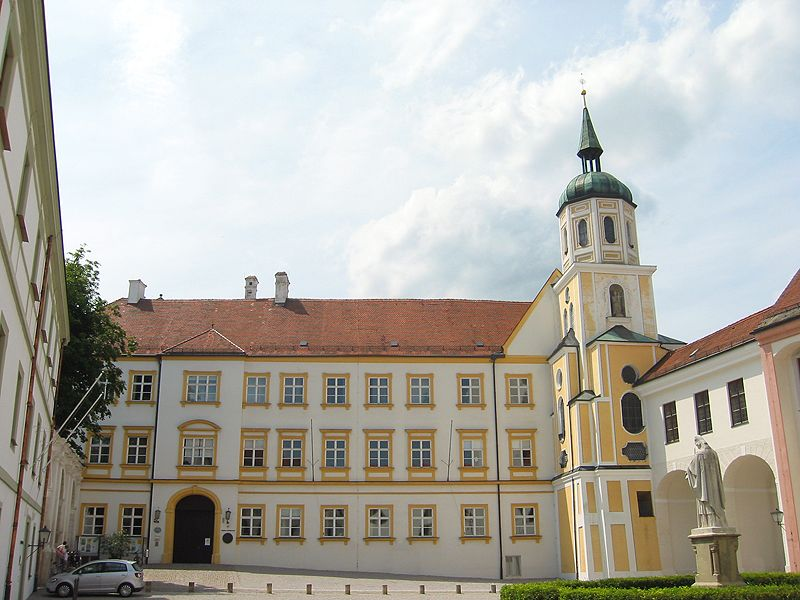
Ostfassade mit dem kleinen Residenzturm und dem anschließenden Fürstengang

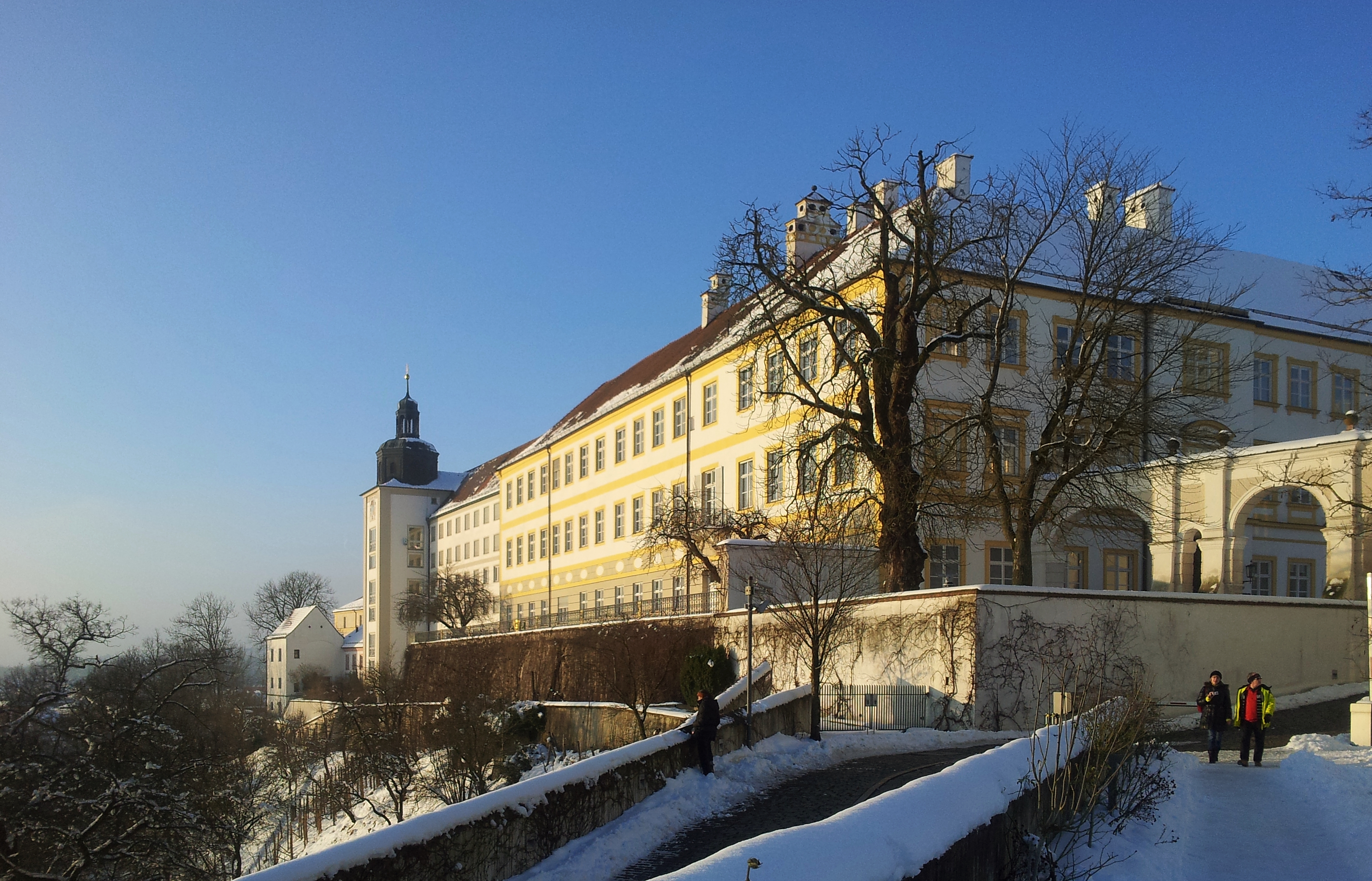
Südfassade mit Belvedere (rechts) und Seidlturm

Die Fürstbischöfliche Residenz Freising ist ein Gebäude auf dem Domberg in Freising und war bis zur Säkularisation in Bayern die Bischofsresidenz der Freisinger Bischöfe und der Regierungssitz des Hochstifts Freising. 
Heute haben dort das Bildungszentrum Kardinal-Döpfner-Haus des Erzbistums München und Freising, das Hilfswerk Renovabis und das Institut für Theologische und Pastorale Fortbildung Freising (bis 2014) ihren Sitz.

## Lage
Das Gebäude liegt am höchsten Punkt des Dombergs an der Westseite des Domhofes. Im Süden fällt der Domberg zu Moosach und Isar steil ab. Im Westen schließt sich ein Anbau des Bildungszentrums an und räumlich getrennt ist westlich im ehemaligen Knabenseminar das Diözesanmuseum Freising untergebracht. Im Südosten liegt eine Terrasse als verbindendes "Belvedere" zum ehemaligen Marstall- und Galeriegebäude, das heutzutage die moderne Dombibliothek beherbergt.

## Gebäude
Von der aus dem Frühmittelalter auf dem Domberg bestehenden agilolfingischen Herzogsburg ist wohl nur in den Fundamenten der Türme etwas erhalten. Denn während eines Jahrtausends wurden in der nachmaligen Residenz der Bischöfe und Fürstbischöfe eine Menge an Umbaumaßnahmen durchgeführt.

### Residenz
Die Residenz ist eine Vierflügelanlage mit einem zentralen Hof. Der Kern des Gebäudes stammt aus dem 14. Jahrhundert. Von diesem Gebäude sind noch einige Räume im Nordflügel erhalten. Unter Fürstbischof Philipp von der Pfalz begann ab 1517 eine Neugestaltung. Davon sind heute noch die Hofarkarden erhalten, deren ornamentale Säulen bis 1519 von Stephan Rottaler gestaltet wurden. Die heutige Form der Residenz stammt aus den Jahren 1607 bis etwa 1622.
Das Erdgeschoss wurde ursprünglich von der Freisinger Hochstifts-Verwaltung genutzt bzw. diente verschiedenen Versorgungseinrichtungen des bischöflichen Hofes. Im heutigen Veit-Adam-Saal – ehemals Amtsstube des Fürstbischöflichen Hofrates – ist Stuck von 1619 erhalten. Im ersten Obergeschoss im Osten und Südosten existieren Fürstenzimmer mit feinen Boiserien, um 1730 (heute Privaträume des Erzbischofs von München und Freising, teilweise Seminarräume des Bildungszentrums), mit Großem Kabinett und Kleinem Kabinett, Ausstattung aus dem 18. Jahrhundert. Im zweiten Obergeschoss befindet sich ein Saal mit stuckierter Decke von Johann Baptist Zimmermann, um 1715/20.

### Residenzhof
Im annähernd quadratischen Innenhof befindet sich an der Nordwestecke ein Fischkalter von 1651/85; am Treppenaufgang sieht man den Freisinger Mohr, eine Stuckfigur von 1720. Dieser Residenzhof dient gelegentlich im Sommer – nach Einbau einer Zuschauertribüne – für Theatervorstellungen und Konzerte.

### Großer Residenzturm

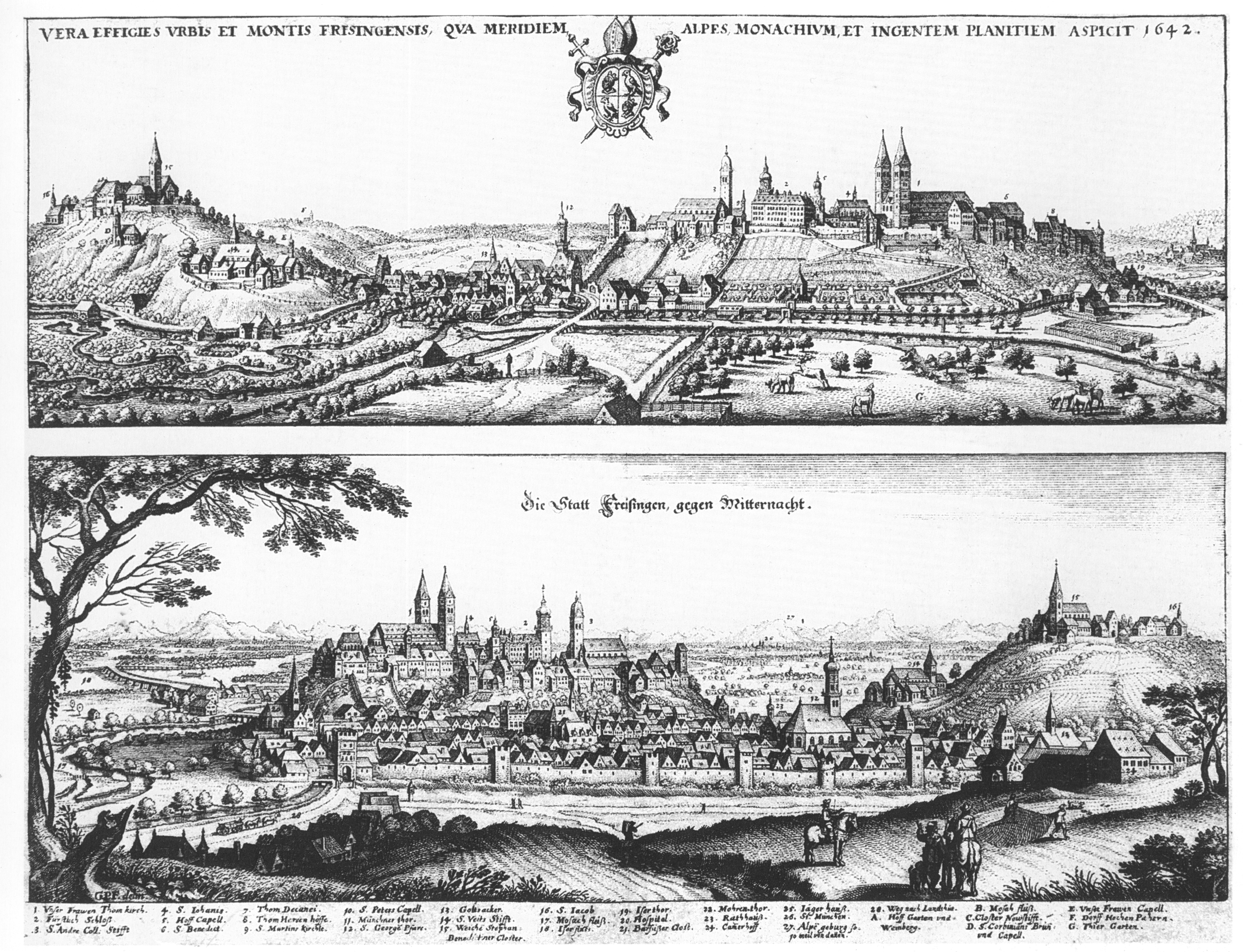

An der Nordwestecke der Residenz stand ein Residenzturm oder auch Khueturm genannter Turm. Im Gegensatz zu den anderen Türmen auf dem Domberg handelte es sich dabei nicht um einen Kirchturm, sondern um einen weltlichen Turm.
Die ältesten Teile des Turmes stammen vermutlich noch aus dem Mittelalter und waren Teil des Bergfriedes der damaligen Bischofsresidenz. Dieser erste Turm war in mehrere Geschosse mit nur kleinen Fenstern gegliedert. Die Geschossgliederung entsprach nicht der der anliegenden Gebäude und der Turm hob sich klar von diesen ab.
1620 wurde das ursprüngliche Dach abgebrochen und durch einen achteckigen Aufbau mit Welscher Haube ersetzt. Aufgrund der großen Grundfläche des Rumpfturmes war es möglich einen umlaufenden Balkon anzubringen, der die höchste Aussichtsgalerie in Freising und Umgebung darstellte.
Nach dem Brand von 1743 wurde die Welsche Haube beim Instandsetzen durch eine Zwiebelhaube ersetzt. Während der Regierungszeit von Fürstbischof Ludwig Joseph von Welden (1768–1788) wurde die Turmgalerie mit Vasen und Figuren ausgeschmückt. Darunter befand sich auch eine Figur des Erzengel Michael, was dazu führte, dass das Oktogon über einige Jahre den Namen Michaelsburg trug.
Im Verlauf des 18. Jahrhunderts ergaben sich statische Probleme, die vom bekannten Baumeister Johann Michael Fischer 1755 aber nicht als besorgniserregend bezeichnet wurden. Da aber unter dem Nachfolger von Ludwig Joseph von Welden, Maximilian Prokop von Toerring-Jettenbach, aufgrund der hohen Verschuldung des Hochstifts Freising kein Geld mehr für den Unterhalt des Turms zur Verfügung stand, wurde das Oktogon und die Galerie 1790 abgerissen und durch ein Mansarddach ersetzt. Als einige Jahre nach der Säkularisation in Bayern 1802/03 das Gebäude in ein Priesterseminar umgewandelt wurde, wurde der Turm bis auf Höhe der umliegenden Gebäude herab verkürzt. Der Großteil der Bausubstanz ist jedoch nach wie vor erhalten und – nach Entkernung des Turms – heute in die anderen Gebäude integriert.
Ursprünglich war der Turm Teil der Wehranlagen der Residenz und diente so rein militärischen Zwecken. Spätestens Anfang des 18. Jahrhunderts verlor der Turm mit der Beseitigung der Anlagen diese Funktion und diente repräsentativen Zwecken. Ein Teil des Turms diente auch als Gefängnis, allerdings ab Ende des Mittelalters nur für Geistliche. Grund für eine Haft waren zum Beispiel negativer persönliche Lebenswandel oder auch konträre Meinungen in Glaubensfragen. Ein bekannter Insasse war Lorenz von Westenrieder, der hier 1775 wegen eines umstrittenen Schulbuchs einige Tage Arrest absitzen musste. Von dieser Nutzung stammt vermutlich der Name Khueturm her, der laut Johann Andreas Schmeller auf das Wort khue oder kue für bischöfliches Gefängniß für delinquierende Geistliche zurückgeht.
Um den Domberg mit Wasser zu versorgen, entstand ab dem 16. Jahrhundert ein Leitungsnetz und der Turm wurde auch als Wasserturm genutzt. Das Grundwasser wurde mit einem von der Moosach angetriebenen Pumpwerk auf den Domberg und in einen Kupfertank gepumpt, der in einem der oberen Stockwerke des Turms lag. Von dort aus verteilte sich das Wasser über ein weitverzweigtes Leitungsnetz. In manchen Quellen wird der Turm deswegen als Wasser Reserv bezeichnet.
Im 17. und 18. Jahrhundert war das Oktogon mit einer Uhr ausgestattet. Auf vier Seiten waren Zifferblätter angebracht und es gab zusätzlich zwei Schellen für den Uhrschlag. Teile des Uhrwerks sind erhalten und sollen restauriert werden.

### Kleiner Residenzturm

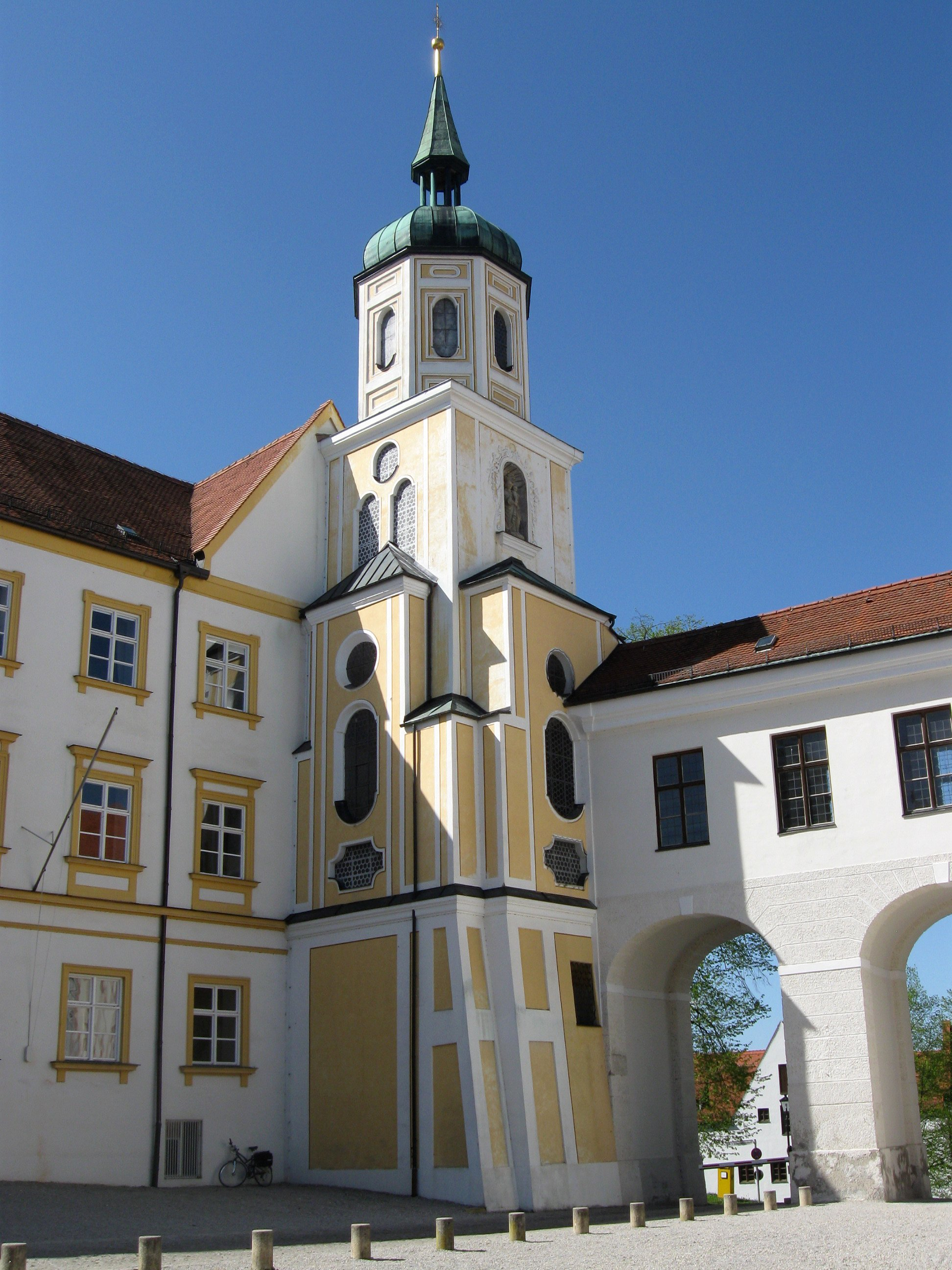
Kleiner Residenzturm mit Hauskapelle und Fürstengang über den Arkaden

An der Nordostecke des Gebäudes liegt der kleine Residenzturm. Auf einem viereckigen Unterbau sitzt ein achteckiger Aufbau mit einer Haube. Im unteren Bereich des Turm befindet sich die fürstbischöfliche Hauskapelle. Vom Turm führt der sogenannte Fürstengang über die Zufahrten zum Domhof in Richtung Dom.

### Fürstbischöfliche Hauskapelle
Im Mittelalter lag die persönliche Kapelle des Bischofs über der Vorhalle des Doms. Durch den Bau der Orgelempore 1622 wurde sie jedoch vom Dom abgeschnitten und als Sakralraum aufgegeben. Schon 1617 wurde jedoch in der Residenz eine Privatkapelle eingerichtet. Die Kapelle lag im unteren Teil des kleinen Residenzturmes im gleichen Stockwerk wie die Wohnräume des Bischofs im Ostflügel. Ihre Stuckatur entstand im Jahr 1629. Der bedeutende und kürzlich restaurierte Altar wurde in Jahren 1617 bis 1620 von Philipp Dirr geschaffen.
Seit dem 19. Jahrhundert wurde die Kapelle nach Westen erweitert und reicht dort über zwei Geschosse. Im oberen Teil ist heute Stuck aus dem 18. Jahrhundert zu sehen.

### Steinerner Saal

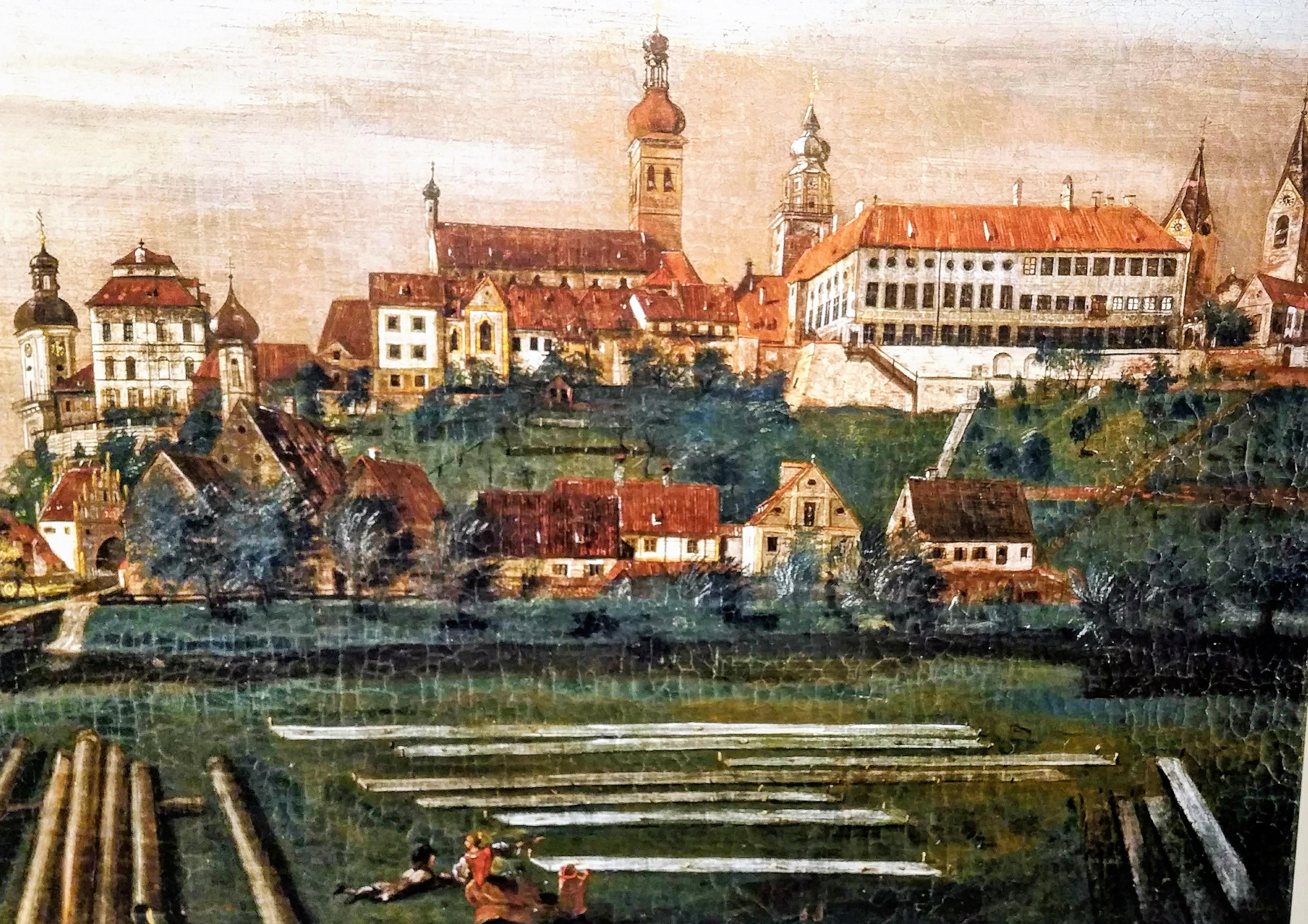
Hinter den acht hohen Fenstern auf der linken Seite des Gebäudes befand sich der „Steinerne Saal“

Bis 1844 gab es in der Fürstbischöflichen Residenz auf dem Domberg den „Steinernen Saal“, der vom Freisinger Fürstbischof Albrecht Sigismund von Bayern in den Jahren 1668/1669 erbaut wurde. Der Fußboden mit Steinplatten wurde zum Namensgeber für den Saal. Der mit Rotmarmor geschmückte Saal für 300 Personen befand sich im Westflügel der Residenz und war zwei Stockwerke hoch. Acht Fenster befanden sich im Süden, drei Fenster auf der Westseite und fünf Fenster im Norden. Darüber waren Rundfenster. Zwischen den Fenstern waren 15 Gemälde zu sehen, die Porträts von Kaisern zeigten.

## Nach der Säkularisation
Im Zuge der Säkularisation in Bayern wurde das Hochstift Freising aufgelöst und der Bischofssitz verwaiste. Der letzte Freisinger Bischof war Joseph Konrad von Schroffenberg-Mös. Der Bischofssitz wurde nach München verlegt (seit 1821 ist die Residenz im Palais Holnstein, heute Erzbischöfliches Palais) und es entstand das Erzbistum München und Freising.

### Priesterseminar
Um die Stadt Freising für die schweren Verluste der Säkularisation zu entschädigen, gründete Ludwig I. 1826 das Priesterseminar im Gebäude der ehemaligen Residenz. Zwischen 1900 und 1902 wurde an den Westflügel der Residenz ein Erweiterungsbau für das Priesterseminar angefügt. Dieser lag auf dem Gelände des ehemaligen Kollegiatstifts St. Andrä. Architekt war Gabriel von Seidl. Seit 1923 trug die Ausbildungseinrichtung den Namen Philosophisch-theologische Hochschule Freising. Im Zuge der Erweiterung und Neugestaltung des Erweiterungsbaus für das Priesterseminar wurde 1959 die Martinskapelle abgerissen, die beim Vorgängerbau noch geschont wurde. Schon im Jahr 1964 gab es erste Gerüchte über die Verlegung des Priesterseminars. Das Priesterseminar wurde daraufhin 1968 nach München verlegt.

### Bildungszentrum Kardinal-Döpfner-Haus
Nach der Verlegung des Priesterseminars nach München wurde das Gebäude als Bildungszentrum des Bistums München und Freising genutzt. Das Zentrum, das nach Bischof Julius Kardinal Döpfner benannt ist, bietet neben anderen Veranstaltungen, wie z. B. Konzerten oder Theateraufführungen, vor allem Seminare zu Themengebieten wie Sinn und Religion, Ethik und Politik, Kunst und Kultur sowie Persönlichkeitsbildung an.
Neben den Tagungsräumen gibt es auch Gästezimmer für die Seminarteilnehmer. Der Verpflegung dienen zwei Speisesäle. Daneben gibt es ein Café und ein Bierstüberl. Als Andachtsstätten stehen unter anderem die 1965 errichtete Martinskapelle und die frühere Fürstbischöfliche Schlosskapelle (Marienkapelle) zur Verfügung.

### Geplante Neugestaltung des Dombergs
Die Erzdiözese beschloss 2013 eine umfassende Neugestaltung des Freisinger Dombergs. Der Umbau soll 2024 beginnen und 2026 beendet sein.